# Alisa od Thouarsa
Alisa od Thouarsa (Alisa Bretonska) (1200. – 21. listopada 1221.) bila je vojvotkinja Bretanje od 1203. do svoje smrti. Njezini su roditelji bili Konstanca Bretonska i Guy od Thouarsa, a udala se za Petra od Dreuxa 27. siječnja 1213. Njemu je rodila Ivana I., Jolandu i Artura.